# جیمز کریستی (حراج)
جیمز کریستی (انگلیسی: James Christie؛ ۱۷۳۰ – ۱۸۰۳) کارآفرین، بازرگان و مزایده‌گر اهل بریتانیا بود. وی حراجی کریستیز را در سال ۱۷۶۶ در شهر لندن تأسیس کرد.